# Malthonica nemorosa
Malthonica nemorosa là một loài nhện trong họ Agelenidae.
Loài này thuộc chi Malthonica. Malthonica nemorosa được Eugène Simon miêu tả năm 1916.